# Jesse Huta Galung
Jesse Huta Galung (Haarlem, 6 ottobre 1985) è un ex tennista olandese.

## Carriera
Nel circuito maggiore ha vinto un torneo e ha disputato altre due finali in doppio, mentre non ne ha disputata alcuna in singolare. Nell'ATP Challenger Tour ha vinto dieci tornei in singolare e uno in doppio. I suoi migliori ranking ATP sono stati il 91º posto in singolare nel febbraio 2014 e il 63º in doppio nel maggio 2014.
Ha giocato con la squadra olandese di Coppa Davis tra il 2006 e il 2015 con un bilancio di quattro vittorie e due sconfitte in singolare e due vittorie e due sconfitte in doppio.
Tra gli juniores ha vinto sei tornei minori in doppio e nessuno in singolare, ed è stato il nº 8 del mondo in doppio nel maggio 2003.

## Statistiche

### Doppio

#### Vittorie (1)
| Legenda                   |
| Grande Slam (0)           |
| ATP World Tour Finals (0) |
| ATP Masters 1000 (0)      |
| ATP World Tour 500 (1)    |
| ATP World Tour 250 (0)    |

| N. | Data           | Torneo                     | Superficie  | Compagno        | Avversari in finale          | Punteggio |
| 1. | 27 aprile 2014 | Barcelona Open, Barcellona | Terra rossa | Stéphane Robert | Daniel Nestor Nenad Zimonjić | 6-3, 6-3  |

#### Finali perse (2)
| Legenda                   |
| Grande Slam (0)           |
| ATP World Tour Finals (0) |
| ATP Masters 1000 (0)      |
| ATP World Tour 500 (1)    |
| ATP World Tour 250 (1)    |

| N. | Data             | Torneo                    | Superficie  | Compagno         | Avversari in finale             | Punteggio        |
| 1. | 20 luglio 2008   | Dutch Open, Amersfoort    | Terra rossa | Igor Sijsling    | František Čermák Rogier Wassen  | 5–7, 5–7         |
| 2. | 17 febbraio 2013 | Rotterdam Open, Rotterdam | Cemento (i) | Thiemo de Bakker | Robert Lindstedt Nenad Zimonjić | 7–5, 3–6, [8–10] |

### Tornei minori

#### Singolare

##### Vittorie (29)
| Legenda tornei minori    |
| ATP Challenger Tour (10) |
| ITF Futures (19)         |

| N.  | Data              | Torneo                                    | Superficie    | Sfidante in finale      | Punteggio           |
| 1.  | 30 maggio 2004    | Spain F7, Lleida                          | Terra rossa   | Tomislav Perić          | 7–6(3), 6–3         |
| 2.  | 27 agosto 2005    | Germany F12, Unterföhring                 | Terra rossa   | Dominik Meffert         | 7–6(3), 0–6, 6–3    |
| 3.  | 4 settembre 2005  | Netherlands F3, Alphen aan den Rijn       | Terra rossa   | Max Raditschnigg        | 7–6(2), 7–6(4)      |
| 4.  | 11 settembre 2005 | Netherlands F4, Enschede                  | Terra rossa   | Torsten Popp            | 6–0, 2–0 rit.       |
| 5.  | 12 marzo 2006     | China F3, Shenzhen                        | Cemento       | Gō Soeda                | 6–3, 6–2            |
| 6.  | 17 settembre 2006 | Netherlands F7, Almere                    | Terra rossa   | Antal van der Duim      | 6–2, 6–3            |
| 7.  | 9 settembre 2007  | TEAN International, Alphen aan den Rijn   | Terra rossa   | Augustin Gensse         | 6–4, 6(9)–7, 7–6(4) |
| 8.  | 13 luglio 2008    | The Hague Open, Scheveningen              | Terra rossa   | Diego Hartfield         | 6–3, 6–4            |
| 9.  | 22 marzo 2009     | Città di Caltanissetta, Caltanissetta     | Terra rossa   | Thiemo de Bakker        | 6–2, 6–3            |
| 10. | 1º novembre 2009  | Turkey F11, Adalia                        | Terra rossa   | Andrei Mlendea          | 6–1, 6–1            |
| 11. | 8 novembre 2009   | Turkey F12, Adalia                        | Terra rossa   | Andrei Mlendea          | 3–0 rit.            |
| 12. | 30 novembre 2009  | Malaysia F6, Kuala Lumpur                 | Cemento       | Marin Bradaric          | 7–6, 6–3            |
| 13. | 24 gennaio 2010   | Germany F1, Schwieberdingen               | Sintetico     | Gilles Müller           | 6–2, 6(4)–7, 6–3    |
| 14. | 7 marzo 2010      | Turkey F1, Adalia                         | Terra rossa   | Éric Prodon             | 7–6(4), 6-0         |
| 15. | 15 agosto 2010    | Trani Cup, Trani                          | Terra rossa   | Filippo Volandri        | 7–6(3), 6–4         |
| 16. | 12 settembre 2010 | TEAN International, Alphen aan den Rijn   | Terra rossa   | Thomas Schoorel         | 6–7, 6–4, 6-4       |
| 17. | 29 gennaio 2012   | Germany F3, Kaarst                        | Sintetico (i) | Jan Mertl               | 6-1, 3-2 rit.       |
| 18. | 2 settembre 2012  | Netherlands F6, Rotterdam                 | Terra rossa   | Axel Michon             | 6-2, 7–6(3)         |
| 19. | 21 ottobre 2012   | Germany F20, Bad Salzdetfurth             | Sintetico (i) | Sami Reinwein           | 6-4, 6-4            |
| 20. | 28 ottobre 2012   | Turkey F41, Adalia                        | Sintetico (i) | Evgenij Korolëv         | 6-3, 6-3            |
| 21. | 3 marzo 2013      | Challenger Cherbourg-La Manche, Cherbourg | Cemento (i)   | Vincent Millot          | 6-1, 6-3            |
| 22. | 7 aprile 2013     | Saint-Brieuc Challenger, Saint-Brieuc     | Cemento (i)   | Kenny de Schepper       | 7–6(4), 4–6, 7–6(3) |
| 23. | 14 luglio 2013    | The Hague Open, Scheveningen              | Terra rossa   | Robin Haase             | 6-3, 6(2)–7, 6-4    |
| 24. | 28 luglio 2013    | Tampere Open, Tampere                     | Terra rossa   | Maxime Teixeira         | 6-4, 6-3            |
| 25. | 7 settembre 2014  | TEAN International, Alphen aan den Rijn   | Terra rossa   | Daniel Muñoz de la Nava | 6-3, 6-4            |
| 26. | 6 luglio 2015     | Netherlands F3, Zelanda                   | Cemento       | Yann Martl              | 7-5, 2-6, 6-3       |
| 27. | 28 febbraio 2016  | Portugal F1, Vale do Lobo                 | Cemento       | Roberto Ortega-Olmedo   | 6-4, 5-7, 6-2       |
| 28. | 6 marzo 2016      | Portugal F2, Faro                         | Cemento       | Oscar Otte              | 6-3, 6-2            |
| 29. | 3 luglio 2016     | Netherlands F3, Middelburg                | Terra rossa   | Jelle Sels              | 6-3, 6-2            |